# (52303) 1991 RU9
(52303) 1991 RU9 là một tiểu hành tinh vành đai chính. Nó được phát hiện bởi Henry E. Holt ở Đài thiên văn Palomar ở Quận San Diego, California, ngày 10 tháng 9 năm 1991.